# Gustavo Santaolalla
Gustavo Alfredo Santaolalla (ejtsd: szantaolájja) (El Palomar, Buenos Aires, 1951. augusztus 19. –) kétszeres Oscar- és kétszeres Grammy-díjas argentin zeneszerző, zenész és producer.
Ő a spanyol nyelvű latin-amerikai rock egyik megteremtője. Zenéjében rock, pop, folk, new wave elemek keverednek afrikai és népszerű latin ritmusokkal. Az 1980-as évek óta a nemzetközi zeneipar egyik legsikeresebb embere, aki számos tehetséget fedezett fel és indított el a karrier útján.
2006-ban a Brokeback Mountain – Túl a barátságon, 2007-ben pedig a Bábel című film zenéjéért Oscar-díjat kapott. 2015-ben a Time magazin az USA 25 legbefolyásosabb spanyol ajkú személyisége között említette.

## Pályafutása

### Korai évek
Gustavo Santaoalalla Buenos Aires egyik elővárosában, El Palomarban született. Zenei pályafutása 1967-ben kezdődött. 16 évesen egyik alapító tagja volt az Arco Iris együttesnek, akik a hagyományos argentin zenét rockkal ötvözték és ezzel megteremtették az argentin rock műfaját (spanyolul rock nacional, azaz nemzeti rock). Az együttesre nagy hatással volt egy jógacsoport sprituális vezetője, az ukrán származású Dana Winnycka. Róla szól első sikeres daluk, a Blues de Dana, amivel 1970-ben díjat nyertek a Mar del Plata-i nemzetközi fesztiválon. Gustavo szerelmes lett a nála 13 évvel idősebb nőbe és több dalt is írt róla. Ám Dana szigorú előírásai (teljes alkohol- és drogabsztinencia, vegetarianizmus, szexuális önmegtartóztatás) szakításhoz vezettek és 1975-ben az együttes is feloszlott.
Egy évvel később Alejandro Lerner zongorista énekessel és annak akkori barátnőjével, Mónica Campinsszal megalakították a Soluna együttest. Egyetlen albumuk jelent meg 1977-ben Energía natural néven, amelyen vendégelőadóként közreműködik még Charly García, Mauricio Veber és Rody Ziliani.

### Hanglemezkiadó
1978-ban, miután megtudta, hogy szerepel a katonai diktatúra feketelistáján, elhagyta hazáját. Los Angelesbe költözött és máig ott él. Ez a lépés kulcsszerepet játszott további pályafutása során. Az Egyesült Államokban kezdetben a Wet Picknick punkegyüttes producere volt. Az így szerzett piaci tapasztalatok birtokában kollégájával, Annibal Kerpellel közösen létrehozta a Surco Records lemezkiadó céget. A cég a Universal Music Group csoportosulás tagja.
A Surco elnökeként Santaolalla nagyon sikeres lett és olyan ismert latin-amerikai művészeket és együtteseket fedezett fel és támogatott, mint a kolumbiai Juanes, a mexikói Molotov, a Café Tacuba, a Caifanes és a Maldita Vecindad együttes, az argentin Divididos és a Bersuit, az uruguayi La Vela Puerca, a Puerto Ricó-i Puya együttes, az argentin Árbol és az El Otro Yo együttes, vagy a nu metalt játszó chilei Dracma. 2003-ban három olyan albumot jelölnek Grammy-díjra, amelyeknek ő volt a producere (Juanestől az Un día normal, a kubai Orishas együttes El emigrante albuma és a Kronos Quartet albuma). 2004-ben a Café Tacuba együttes Cuatro caminos albumának producereként Grammy-díjat kapott.
Közben 1985-ben egy időre visszatért hazájába, ahol León Gieco dalszerző énekessel bejárták egész Argentínát a világ legdélebben fekvő városától, Ushuaiától az ország legészakibb településéig, La Quiacáig. Az út során több mint száz órányi hanganyagot vettek fel és ebből készült a De Ushuaia a La Quiaca című többkötetes album.

### Szólókarrier
Első szólólemeze 1981-ben jelent meg Santaolalla címen, amit csak jóval később követett a nevének kezdőbetűi alapján GAS című második album. A nagy áttörést az 1998-as Ronroco instrumentális album jelentette, ami nagyon jó kritikákat kapott. A ronroco a charango hangszer egyik változata. Ezen az albumon van az Iguazu című szám, amit A bennfentes című film kísérőzenéjében is felhasználtak.
A 2014 júliusában megjelent Camino című album a szerző és a szakma szerint is a Ronroco folytatásának tekinthető. A lemezen 13 szám hallható, köztük a The Journey című dal.
A szólólemezek mellett Santaolalla játszott a Bajofondo felvételein is. A 2001-ben alakult együttesnek is ő volt az egyik társalapítója.

### Filmzene
Gustavo Santaolalla a 90-es évek végén kezdett el filmzenét komponálni a mexikói filmrendező, Alejandro González Iñárritu felkérésére. Első közös filmjük a Korcs szerelmek rögtön nagy siker lett és elnyerte a legrangosabb mexikói filmdíjat, az Arany Arielt, de már ezt is jelölték Oscra-díjra. Együtt dolgoztak a 2001. szeptember 11-i terrortámadások évfordulójára készült, több rendező munkájából összeállított 11'09'01 – szeptember tizenegy című filmdráma egyik epizódján is, majd következett a 21 gramm.
A 21 grammban elektromos gitárvibratók keverednek bandoneón hangokkal és ennek a filmnek a zenéje 2004-ben a filmkísérőzenék nemzetközi versenyén (World Soundtrack Awards 2004) az Év felfedezettje díjat kapta.
Nagy sikert aratott az Ang Lee által rendezett Brokeback Mountain – Túl a barátságon című filmhez írt country jellegű kísérőzenéje és az ebben elhangzó két ballada, az A Love That Will Never Grow Old és a No One’s Gonna Love You Like Me, Emmylou Harris illetve Mary McBride előadásában. A film zenéjéért 2006-ban Oscar-díjat, majd A Love That Will Never Grow Old dalért a brit Bernie Taupin szövegíróval együtt Satellite Award díjat kapott. Ezzel szinte egy időben írta a Kőkemény Minnesota című film zenéjét.
Ezután jött Iñárritu következő filmje, a trilógiát záró Bábel. A bibliai Bábel tornya történetén alapuló modern parabola filmzenéje, amelyet többek között a japán Ryuichi Sakamotóval együtt szerzett, Santoalallának 2007-ben újabb Oscart és egy BAFTA-díjat hozott, de nevezték Golden Globe-díjra is.
2008-ban Miguel Kohan filmrendezővel közösen írták a Café de los maestros dokumentumfilm forgatókönyvét, amelyben argentin zenészekkel készítettek interjúkat a tangó aranykoráról. 2010-ben Joseph Vilsmaier német rendező Nanga Parbat című filmjéhez szerzett zenét. Még ugyanebben az évben újabb közös film készült Iñárrituval, a Biutiful. 2012-ben Walter Salles rendezővel dolgozott együtt az Úton című road movie-ban, amelyet Jack Kerouac azonos című regényéből forgattak.
Közreműködött a Csillagtérképek és A bennfentes című filmek zenéjében is, valamint ő írta a The Last of Us videójáték kísérőzenéjét.
2016-ban Mogwai, Trent Reznor és Atticus Ross mellett tagja volt azoknak a zeneszerzőknek, akik a klímaváltozásról szóló Özönvíz előtt című dokumentumfilm kísérőzenéjét írták. A filmzenét még a bemutató előtt kiadta CD-n a Lakeshore Records.

## Magánélete
Gustavo Santaolalla Los Angelesben él feleségével, Alejandra Palaciosszal. Három gyermekük született.

## Diszkográfia
- Arco Iris – Arco Iris együttes (1969)
- Blues de Dana – Arco Iris együttes (1970)
- Sudamérica o el regreso a la Aurora – Arco Iris együttes (1972)
- Suite Nº1 – Arco Iris együttes (1972)
- Tiempo de resurrección – Arco Iris együttes (1972)
- Inti-Raymi – Arco Iris együttes (1973)
- Agitor Lucens V – Arco Iris együttes (1974)
- Energía natural – Soluna együttes (1977)
- Santaolalla – szólóalbum (1982)
- GAS – szólóalbum (1995)
- Ronroco – szólóalbum (1998)
- Diarios de motocicleta (2003)
- Brokeback Mountain (2005)
- Bajofondo Tango Club – Bajofondo együttes (2002)
- Nanga Parbat (2010)
- The Last of Us – videójáték (2013)
- Camino (2014)
- Qhapaq Ñan (2015)
- The Last of Us: Part 2 – videójáték (2019)

## Filmográfia
- She Dances Alone (1981)
- A bennfentes (1999) – az Iguazú című szám
- Korcs szerelmek (2000)
- 21 gramm (2003)
- Salinas grandes (2004) (TV)
- Rendezvous (2004)
- Che Guevara: A motoros naplója (2004)
- Túl a barátságon (2005)
- Kőkemény Minnesota (2005)
- Bábel (2007)
- A tűz martaléka (2007)
- El búfalo en la noche (2007)
- Lépések útja (2008)
- My Blueberry Nights – A távolság íze (2007)
- Café de los maestros (2008)
- Véres monszun (2009)
- Nap a felhők mögött (2010) (dokumentumfilm)
- Nanga Parbat (2010) (dokumentumfilm)
- Rolling with Stone (2010) (dokumentumfilm)
- Biutiful (2010)
- Dhobi Ghat – Mumbai napló (2010)
- Les yeux de sa mère (2011)
- Eva de la argentina (2011)
- Úton (2012)
- Néstor Kirchner, la película (2012)
- Augusztus Oklahomában (2013)
- Eszeveszett mesék (2014)
- Az élet könyve (2014)
- Making a Muderer (2015)
- Borrowed Time (2015)
- Özönvíz előtt (2016)
- To End a War (dokumentumfilm) (2017)
- Eric Clapton: Life in 12 Bars (dokumentumfilm) (2017)
- Narcos: Mexico (2018)

## Díjak és nevezések

### Díjak
- Oscar-díj
  - 2006: Túl a barátságon – A legjobb filmzene
  - 2007: Bábel – A legjobb filmzene
- Golden Globe-díj
  - 2006: A Love That Will Never Grow Old (Túl a barátságon) – A legjobb eredeti filmbetétdal
- BAFTA
  - 2005: Che Guevara: A motoros naplója – A legjobb filmzene
  - 2007: Bábel – A legjobb filmzene
- Grammy-díj
  - 2004: A legjobb latin rock/alternatív album – Cuatro caminos (producer)
  - 2009: A legjobb latin pop album – La vida... es un ratico (producer)
- Latin Grammy-díj
  - 2003: Az év albuma – Un día normal (producer)
  - 2008: Az év lemeze – La vida... es un ratico (producer)
- DICE-díj
  - 2013: A legjobb hang – The Last of Us

### Nevezések
- BAFTA
  - 2005: Anthony Asquith filmzenei díj – Túl a barátságon
- Golden Globe-díj
  - 2005: A legjobb eredeti hangfelvétel – Túl a barátságon
  - 2006: A legjobb eredeti hangfelvétel – Bábel
- Grammy-díj
  - 2007: Best Compilation Soundtrack Album for a Motion Picture, Television or Other Visual Media – Túl a barátságon (producer)
  - 2008: Best Compilation Soundtrack Album for a Motion Picture, Television or Other Visual Media – Bábel (zeneszerző)
- Emmy-díj
  - 2012: Primetime Emmy Award for Outstanding Main Title Theme Music – Hell on Wheels
- Goya-díj
  - 2011: A legjobb eredeti zene – Biutiful

### Tiszteletbeli professzor
2018. április 12-én a Buenos Aires-i Egyetem (Universidad de Buenos Aires) Gustavo Santaolallát tiszteletbeli professzorrá nevezte ki.

## Fordítás
- Ez a szócikk részben vagy egészben  a   Gustavo Santaolalla című spanyol Wikipédia-szócikk ezen változatának fordításán alapul.  Az eredeti cikk szerkesztőit annak laptörténete sorolja fel. Ez a jelzés csupán a megfogalmazás eredetét és a szerzői jogokat jelzi, nem szolgál a cikkben szereplő információk forrásmegjelöléseként.